# Belmonte de Miranda
Belmonte de Miranda is een gemeente in de Spaanse provincie en regio Asturië met een oppervlakte van 208,01 km². Belmonte de Miranda telt 1.597 inwoners (1 januari 2016).

## Demografische ontwikkeling
Bron: INE, 1857-2011: volkstellingen